# Saussan
Saussan – miejscowość i gmina we Francji, w regionie Oksytania, w departamencie Hérault.
Według danych na rok 1990 gminę zamieszkiwało 1166 osób, a gęstość zaludnienia wynosiła 324 osoby/km² (wśród 1545 gmin Langwedocji-Roussillon Saussan plasuje się na 299. miejscu pod względem liczby ludności, natomiast pod względem powierzchni na miejscu 1066.).